# Косткевич Олексій Олегович
Олексій Олегович Костке́вич (нар. 14 вересня 1963, Київ) — український скульптор, живописець; член Спілки художників України з 1992 року. Син скульптора Олега Косткевича.

## Біографія
Народився 14 вересня 1963 року в місті Києві (нині Україна). 1983 року закінчив Київський художньо-промисловий технікум (педагог з фаху — І. Волкотруб).  Живе в Києві, в будинку на вулиці Ентузіастів, № 47, квартира № 61.

## Творчість
Працює в галузях станкової скульптури (використовує переважно мармур, дерево) і станкового живопису (у реалістичному стилі створює пейзажі, натюрморти). Серед робіт:
скульптура
- «Зима» (1988, мармур);
- «Паросток» (1992);
- «Краплина» (1992);
- «Любов» (1996);
- серія «Риби» (1988–2008);

живопис
- «Натюрморт із хлібом» (1995);
- «Натюрморт із чорною керамікою» (1998);
- «Алое» (1998);
- «Сухе дерево» (1999);
- «Міст. Тулуза» (2000);
- «Копчена риба» (2000);
- «Український натюрморт» (2005);
- серія «Риби» (1998–2008).

Бере участь у мистецьких виставках з кінця 1980-х років.